# Hypocrea orientalis
Hypocrea orientalis är en svampart som beskrevs av Samuels & Petrini 1998. Hypocrea orientalis ingår i släktet svampdynor och familjen Hypocreaceae.   Inga underarter finns listade i Catalogue of Life.